# Баровая машина
Ба́ровая маши́на — машина, оснащённая баровым рабочим органом. Баровые машины используются преимущественно в горном деле и земельных работах.

## История
Грунторезные машины с баровым рабочим органом начали применяться в горно-шахтном деле на врубовых машинах в конце XIX века, почти одновременно они стали использоваться при строительстве железных дорог. Затем навесное оборудование стали монтировать на самоходные шасси —  тракторы, погрузчики и другую аналогичную технику. Такие машины стали широко использовать в строительстве, коммунальном хозяйстве, при прокладке кабелей, трубопроводов, при устройстве дренажа в ходе мелиоративных работ, для разрыхления грунта и в других целях. Использование врубовых и других машин с баром в горном деле при этом постепенно уменьшалось.

## Горное дело
В горном деле машины с баровым рабочим органом используются на врубовых, врубово-навалочных, навалочных, на горных комбайнах. С их помощью создаётся врубы (зарубные щели) и производятся другие работы. При этом могут использоваться разнообразные типы баров (плоские, сдвоенные, изогнутые и другие). Известны также камнерезные баровые машины, — добычные машины с баровым рабочим органом для вырезания монолитов или блоков из массива породы. Принцип их действия подобен принципу действия угледобывающих врубовых машин, они могут применяться как в открытых карьерах, так и в подземных выработках. Машины состоят из рамы с направляющими рельсами, по которым перемещается тележка с установленным на нём рабочим органом. Существуют как однобаровые, так и многобаровые модели, однако однобарные более распространены. Камнерезные баровые машины обычно универсальны и могут выполнять различные виды врубов. Основная сфера их использования — добыча облицовочного камня.

## Земельные работы
Применяемая в землеустройстве баровая машина может называться также щелере́зная маши́на, грунторе́з, ба́ра и др. (следует иметь в виду, что грунторезная машина может оснащаться не только баровым, но и иным рабочим органом). Она представляет собой землеройную машину, оснащённую баровым рабочим органом. Основными задачами баровых машин является создание в грунте щелей и траншей (для прокладки кабелей, трубопроводов, организации дренажа), а также рыхление мёрзлого или прочного грунта в процессе его разработки. Рабочий орган баровой машины размещается в вертикальной плоскости, при этом машина перемещается в горизонтальной плоскости. Баровая машина часто представляет собой трактор или иное самоходное шасси на гусеничном или пневмоколесном ходу (погрузчики, одноковшовые экскаваторы и др.) со смонтированным на нём одним или несколькими баровыми устройствами. Траншейные экскаваторы также могут оснащаться баром.
Баровые машины могут иметь один или несколько баров, ширина щелей варьируется от 0,14 до 0,5 метров при глубине щели 1—6 метров. В зависимости от прочности грунта и условий работы скорость прорезания может составлять от 2 до 1000 м/ч. Трансмиссия шасси баровой машины дооборудуется ходоуменьшителем, позволяющим машине перемещаться с малой рабочей скоростью. Режущая цепь барового устройства может приводиться в действие от гидросистемы трактора или механически от вала отбора мощности, рабочий орган перемещается в вертикальной плоскости и прижимается к грунту с помощью гидроцилиндров.
Машины, оснащённые баровым рабочим органом, отличаются высокой производительностью, простотой конструкции и удобством в эксплуатации. Этими факторами обусловлено их широкое распространение. К недостаткам относятся значительные затраты мощности на преодоление трения в цепи, которая работает в среде с высокими абразивными свойствами. Абразивностью среды обусловлен также быстрый износ рабочего органа. Значительное измельчение грунта баровым рабочим органом увеличивает энергозатраты рабочего процесса, а необходимость замены большого количества резцов в полевых условиях снижает эксплуатационные качества машины и увеличивает материальные затраты.
Скорость экскавации грунта при работе специализированного траншейного экскаватора с баровым органом в несколько раз выше, чем при работе одноковшового экскаватора, тем самым обеспечивается более высокая производительность и рентабельность в случае, если объём работ достаточно велик. Кроме того, из траншеи извлекается столько грунта, сколько требуется для прокладки трубы или кабеля, и траншея остаётся чистой и подготовленной к укладке. Дополнительным преимуществом является то, что в процессе экскавации грунт мелко измельчается, и его удобно использовать для повторной засыпки траншеи, в то время как извлекаемый одноковшовым экскаватором грунт может содержать большие глыбы.
При разработке твёрдого или мёрзлого грунта используются машины, прорезающие в грунте щели с помощью 1—3 баров. Оконтуренные с двух сторон щелями полосы грунта либо разрабатываются с помощью экскаваторов, либо удаляются кранами или лебёдками.

### Производители баровых землеройных машин
В СССР баровые машины производились рядом предприятий. Одним из крупных производителей являлось производственное объединение «Таллэкс». С 1959 года производились баровые машины на базе колёсных тракторов «Беларусь» (ЭТН-122, ЭТН-123, ЭТЦ-161, ЭТЦ-165, ЭТЦ-1607 и др.), с 1979 года производились мощные баровые машины на базе трактора Т-130 (машины семейства ЭТЦ-208 и дреноукладчик ЭТЦ-206).
В странах СНГ баровые машины производятся рядом предприятий: Михневским ремонтно-механическим заводом, Копейским машиностроительным заводом, Дмитровским экскаваторным заводом, «Орёлстроймаш», Борисовским заводом грунторезной техники и другими.
Крупными производителями баровых машин в мире являются предприятия Trencor Trenchers, Ditch Witch, Vermeer Company, Marais. Выпуск траншейных экскаваторов на базе трактора «Беларус» продолжает Мыйзакюлаский машиностроительный завод (ранее входивший в состав ПО «Таллэкс»).